# Hiszpania na Letnich Igrzyskach Olimpijskich 1924
Hiszpanię na Letnich Igrzyskach Olimpijskich 1924 w Paryżu reprezentowało 95 zawodników. Najmłodszym zawodnikiem w reprezentacji był Santiago Ulio (15 lat 45 dni), a najstarszym Justo San Miguel (53 lat 358 dni). W Olimpijskim Konkursie Sztuki i Literatury wziął udział José Clará, w kategorii rzeźbiarstwo.

## Skład

### Boks
- Ruperto Biete – waga musza – 5. miejsce
- Lorenzo Vitria – waga musza - 9. miejsce
- Antonio Sánchez – waga kogucia – 5. miejsce
- José Pastor – waga kogucia - 9. miejsce
- Emilio Bautista – waga piórkowa - 9. miejsce
- Luis Bru – waga kogucia - 17. miejsce
- Vicente Valdero – waga lekka - 9. miejsce

### Jeździectwo
- José Álvarez – skoki - 9. miejsce
- Nemesio Martínez – skoki - 16. miejsce
- José Navarro  - skoki - 30. miejsce
- Emilio López – skoki - nie ukończył
- José Álvarez, Nemesio Martínez, José Navarro, Emilio López – skoki, drużynowo - 8. miejsce

### Lekkoatletyka
- Félix Mendizábal

100 metrów - odpadł w ćwierćfinałach
200 metrów - odpadł w eliminacjach
- Diego Ordóñez

100 metrów - odpadł w eliminacjach
200 metrów - odpadł w eliminacjach
- Juan Junqueras

100 metrów - odpadł w eliminacjach
200 metrów - odpadł w eliminacjach
- José-María Larrabeiti

100 metrów - odpadł w eliminacjach
200 metrów - odpadł w eliminacjach
- Félix Mendizábal, Diego Ordóñez, Juan Junqueras, José-María Larrabeiti – sztafeta 4 × 100 metrów - odpadli w eliminacjach
- Joaquín Miquel – 5000 metrów - odpadł w eliminacjach
- Miguel Palau

5000 metrów - odpadł w eliminacjach
Bieg przełajowy - nie ukończył
- Dionisio Carreras – maraton - 9. miejsce
- Jesús Diéguez, José Andía, Fabián Velasco, Miguel Palau, Joaquín Miquel – 3000 metrów, drużynowo - odpadli w eliminacjach
- Fabián Velasco – bieg przełajowy - 13. miejsce
- Miguel Peña – bieg przełajowy - 14. miejsce
- José Andía – bieg przełajowy - nie ukończył
- Jesús Diéguez – bieg przełajowy - nie ukończył
- Amador Palma – bieg przełajowy - nie ukończył
- Fabián Velasco, Miguel Peña, José Andía, Jesús Diéguez, Amador Palma – bieg przełajowy, drużynowo - nie ukończyli
- Gabino Lizarza – rzut dyskiem - 28. miejsce

### Piłka nożna
- Carmelo, Patxi Gamborena, Larraza, José María Peña, Samitier, Monjardín, Pasarín, Chirri, Vallana, Ricardo Zamora, Vicente Piera – 17. miejsce

### Piłka wodna
- Manuel Basté, Enrique Granados, Jaime Cruells, José Fontanet, Francisco Gibert, Luis Gibert, José María Puig – 8. miejsce

### Polo
- Luis de Figueroa, Justo San Miguel, Hernando Fitz-James, Álvaro de Figueroa, Rafael Fernández, Leopoldo Saínz de la Maza – 4. miejsce

### Pływanie
- José Manuel Pinillo – 100 metrów, st. dowolny - odpadł w eliminacjach
- Pedro Méndez

400 metrów, st. dowolny - odpadł w eliminacjach
1500 metrów, st. dowolny - odpadł w eliminacjach
- Ramón Berdomás, Pedro Méndez, Julio Peredejordi, José Manuel Pinillo – 4 × 200 metrów, st. dowolny - odpadli w eliminacjach

### Skoki do wody
- Santiago Ulio

Platforma - odpadł w eliminacjach
Skoki proste - odpadł w eliminacjach
- Antonio de Tort

Platforma - odpadł w eliminacjach
Skoki proste - odpadł w eliminacjach
- Francisco Ortíz – skoki proste - odpadł w eliminacjach

### Strzelectwo
- José María de Palleja – trap - nie ukończył

### Szermierka
- Juan Delgado – floret - odpadł w półfinale
- Diego Díez – floret - odpadł w 2. rundzie
- Santiago García – floret - odpadł w 2. rundzie
- Félix de Pomés – floret - odpadł w 2. rundzie
- Juan Delgado, Domingo García, Diego Díez, Félix de Pomés, Santiago García – floret, drużynowo - odpadli w eliminacjach
- Domingo García – szpada - odpadł w półfinale
- Félix de Pomés – szpada - odpadł w eliminacjach
- Miguel Zabalza – szpada - odpadł w eliminacjach
- Carlos Miguel – szpada - odpadł w eliminacjach
- Jesús López de Lara, Domingo García, Diego Díez, Miguel Zabalza, Juan Delgado, Félix de Pomés – szpada, drużynowo - odpadli w półfinale
- Julio González – szabla - odpadł w eliminacjach
- Julián, Marquis de Murrieta – szabla - odpadł w eliminacjach
- Manuel Toledo – szabla - odpadł w eliminacjach
- Fernando Guillén – szabla - odpadł w eliminacjach
- Julián, Marquis de Murrieta, Julio González, Jesús López de Lara, Fernando Guillén, Jaime Mela – szpada, drużynowo - odpadli w ćwierćfinale

### Tenis
Mężczyźni
- Manuel Alonso – gra pojedyncza - 9. miejsce
- Francisco Sindreu – gra pojedyncza - 9. miejsce
- Eduardo Flaquer – gra pojedyncza - 9. miejsce
- Raimundo Morales – gra pojedyncza - 9. miejsce
- José María Alonso, Manuel Alonso – gra podwójna – 5. miejsce
- Eduardo Flaquer, Ricardo Saprissa – gra podójna - 9. miejsce

Mieszane
- Lilí Álvarez, Eduardo Flaquer – gra podwójna – 5. miejsce
- Rosa Torras, Ricardo Saprissa – gra podójna - 15. miejsce

Kobiety
- Lilí Álvarez – gra pojedyncza – 5. miejsce
- Rosa Torras – gra pojedyncza - 9. miejsce
- Lilí Álvarez, Rosa Torras – gra podwójna - 8. miejsce

### Wioślarstwo
- Josep Balsells, Leandro Coll, Jaime Giralt, Ricardo Massana, Luis Omedes – czwórka ze sternikiem - odpadli w eliminacjach
- Leandro Coll, Jaime Giralt, José Luis Lasplazas, Ricardo Massana, Eliseo Morales, José Martínez, Enrique Pérez, Juan Riba, Luis Omedes – ósemka - odpadli w eliminacjach

### Zapasy
- Jordán Vallmajo – waga piórkowa, styl klasyczny - 18. miejsce
- Domingo Sánchez – waga piórkowa, styl klasyczny - 18. miejsce
- Francisco Solé – waga lekka, styl klasyczny - 13. miejsce
- Emilio Vidal – waga średnia, styl klasyczny - 15. miejsce

### Żeglarstwo
- Santiago Amat – jedynki - 4. miejsce
- Arturo Mas, Santiago Amat, Pedro Pi – klasa 6 metrów - 8. miejsce